# Chromosomowa teoria dziedziczności
Chromosomowa teoria dziedziczności – teoria, według której czynniki dziedziczności – geny – są jednostkami materialnymi i znajdują się na chromosomach, są ułożone liniowo i zajmują ściśle określone miejsca (tzw. locus). W czasie koniugacji chromosomów homologicznych może zachodzić zjawisko crossing-over, co jest przyczyną zmienności rekombinacyjnej. Geny leżące na jednym chromosomie w odległości mniejszej niż 50 jednostek mapy genetycznej (cM) to geny sprzężone – dziedziczą się razem, te leżące w większej odległości segregują się niezależnie jakby leżały na różnych chromosomach. Częstość crossing-over jest stała i wprost proporcjonalna do odległości między genami. Częstość crossing-over można wyliczyć biorąc procent rekombinantów w całym potomstwie. Procent ten jest równy odległości między dwoma genami wyrażoną w cM (centymorganach). Dwa geny dziedziczą się niezależnie, jeżeli położone są na osobnych chromosomach.
Teorię sformułował w 1915 roku Thomas Hunt Morgan.